# Ceramica în Roma Antică

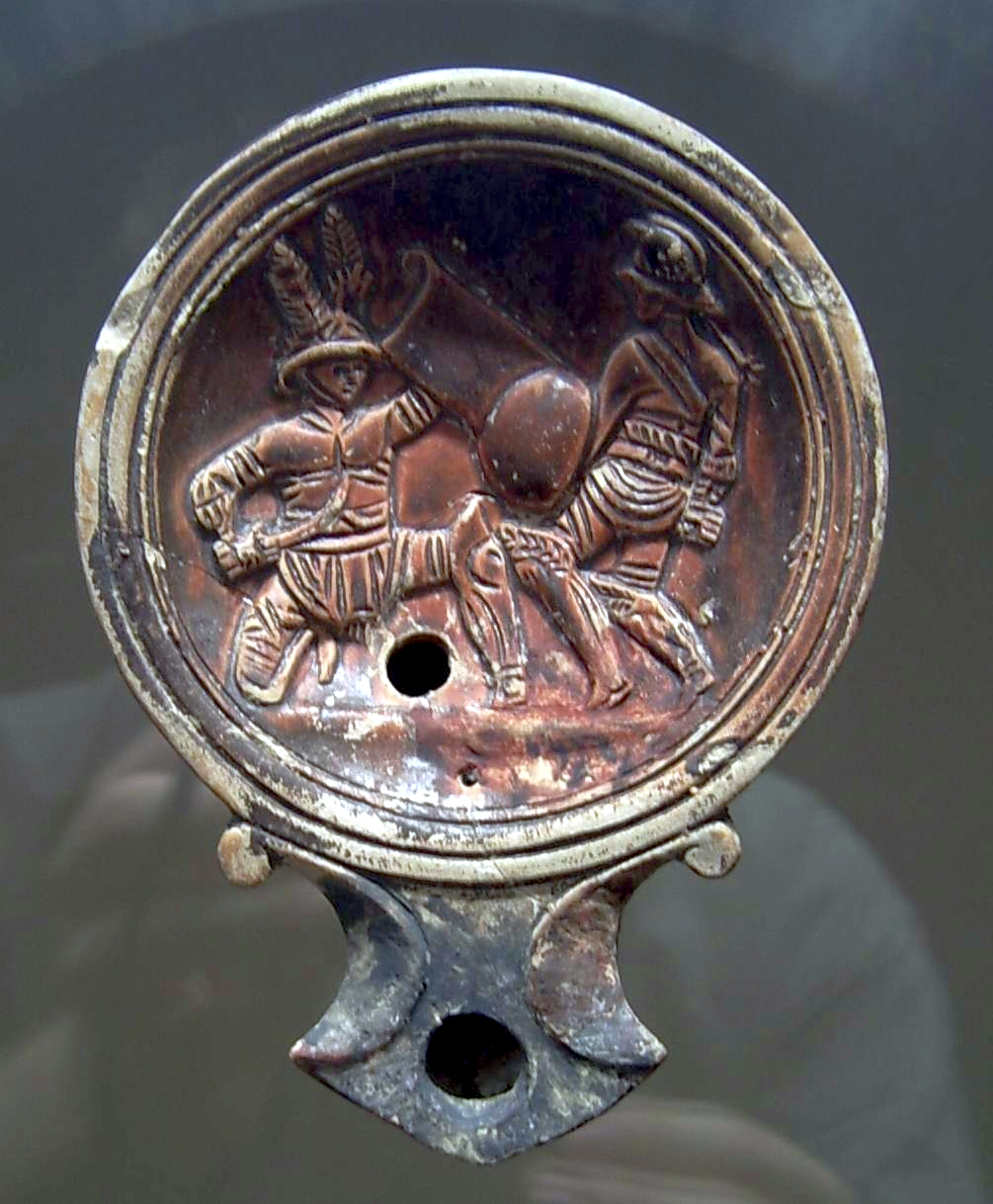
Opaiţ având o scenă cu gladiatori

Ceramica a fost produsă în cantități enorme în Roma antică, mai ales în scopuri utilitare. Se găsește peste tot în fostul Imperiu Roman și în jurul său. Monte Testaccio este o movilă mare din Roma care a fost formată aproape în totalitate din amforele sparte care erau folosite pentru transportul și depozitarea unor lichide și a altor produse.

## Galerie

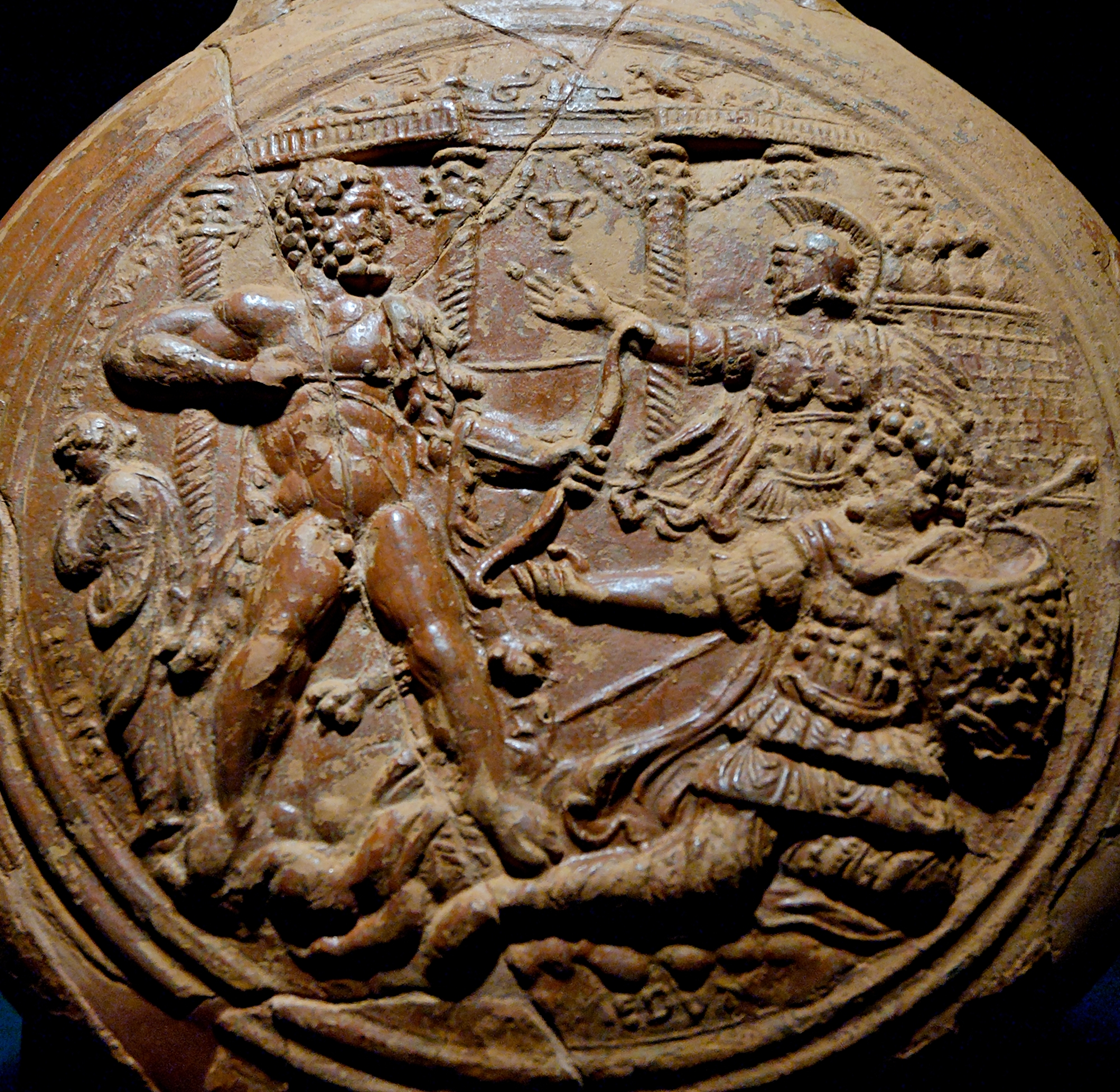
Heracles (/Hercule) (stânga) pe cale de a-l ucide pe Laomedon, regele din Troia (dreapta). În spatele lui Heracles stă prinţesa din Troia, Hesione, care ridică mâna cu melancolie
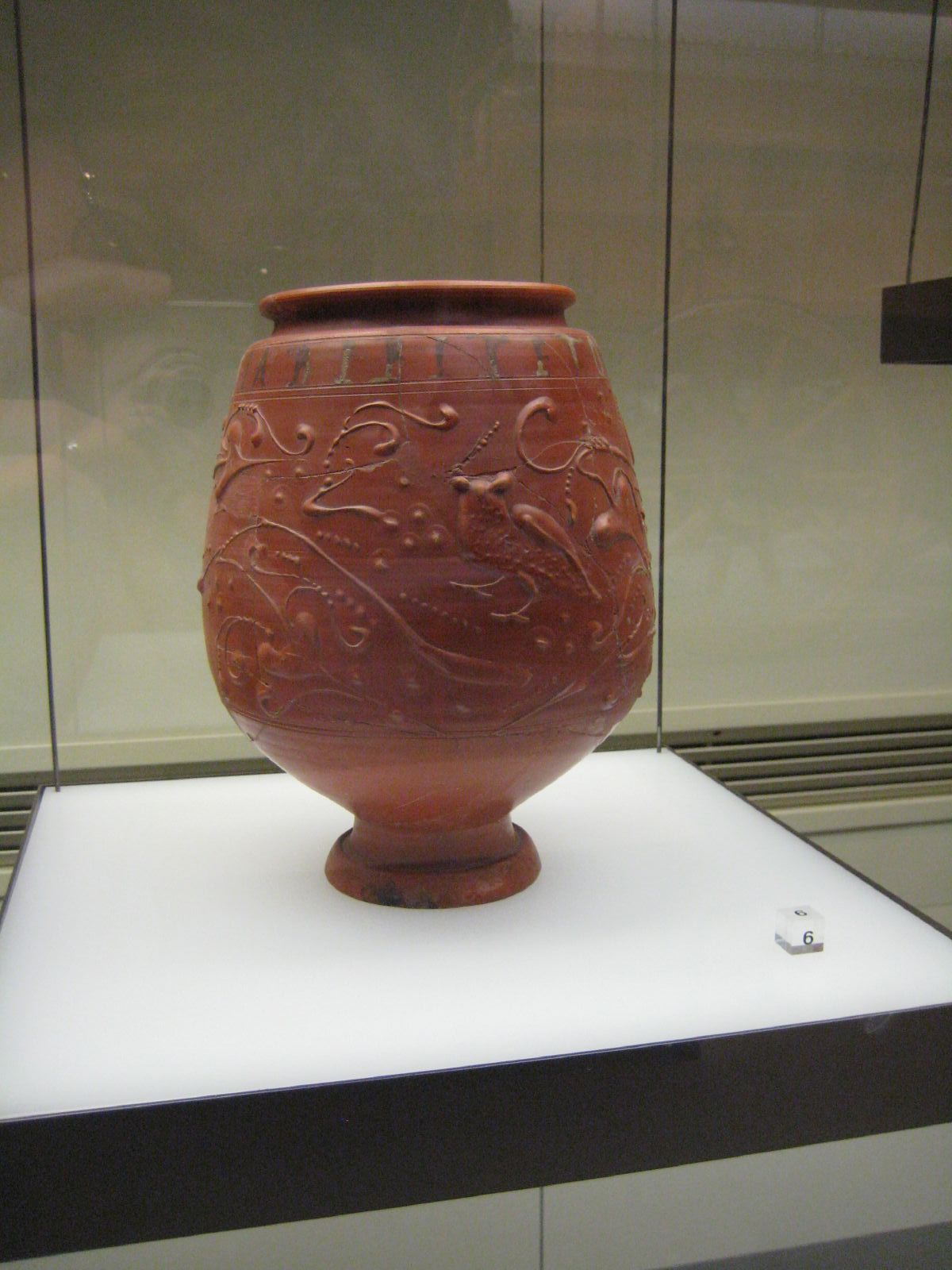
Ceramică romană
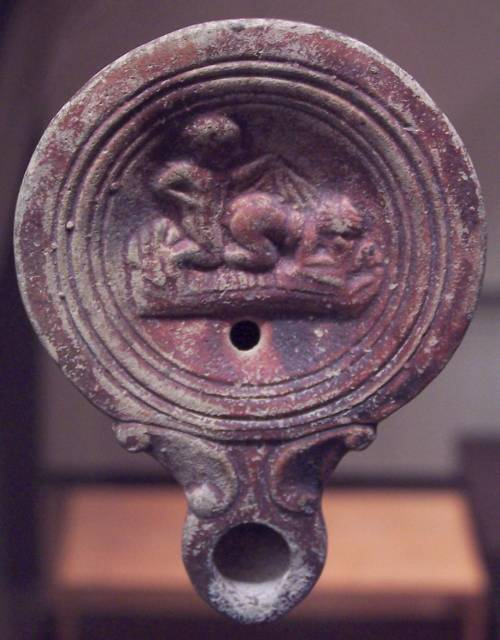
Lampă de ulei cu scenă erotică
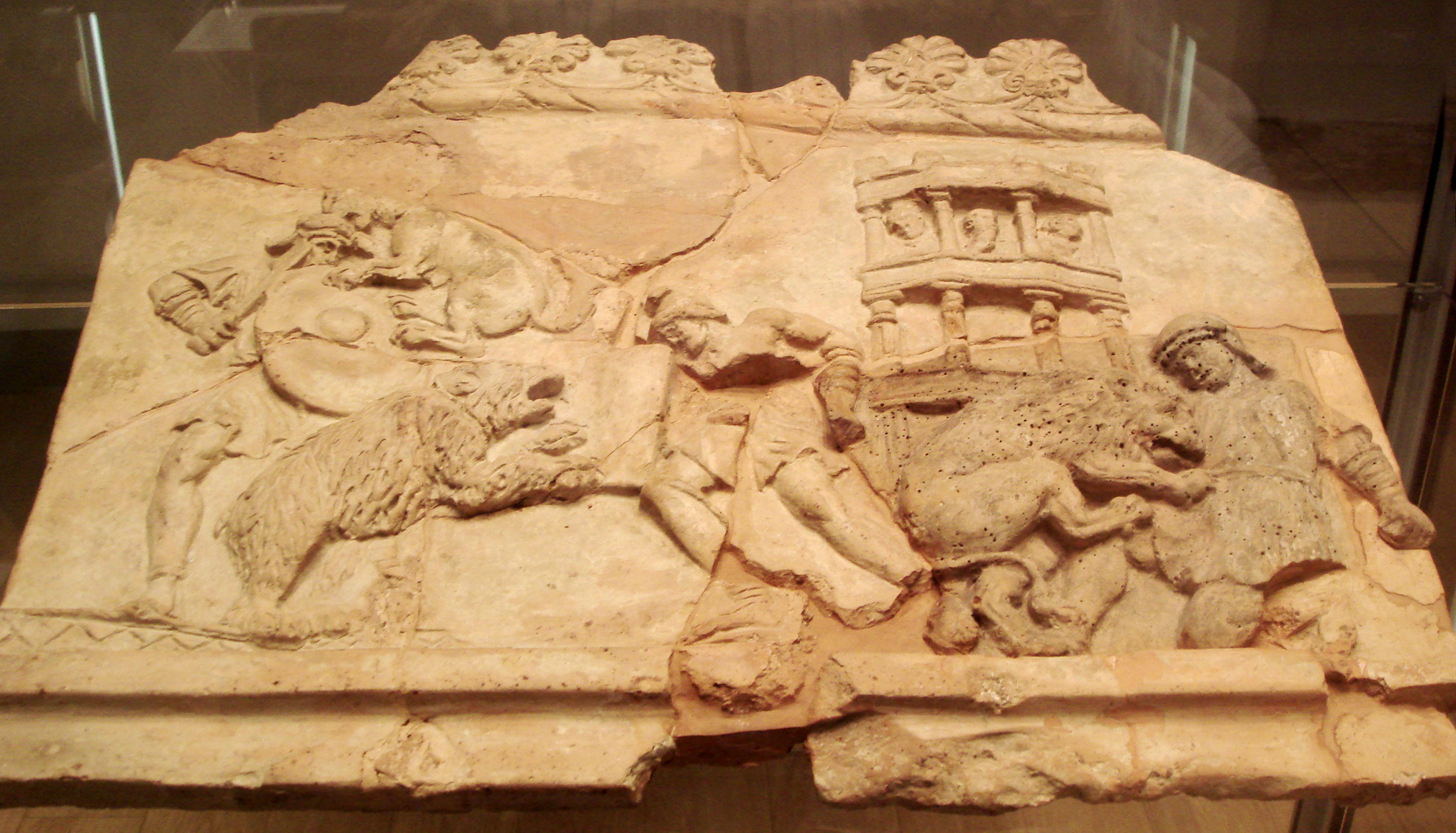
Placă de teracotă, sec. I.
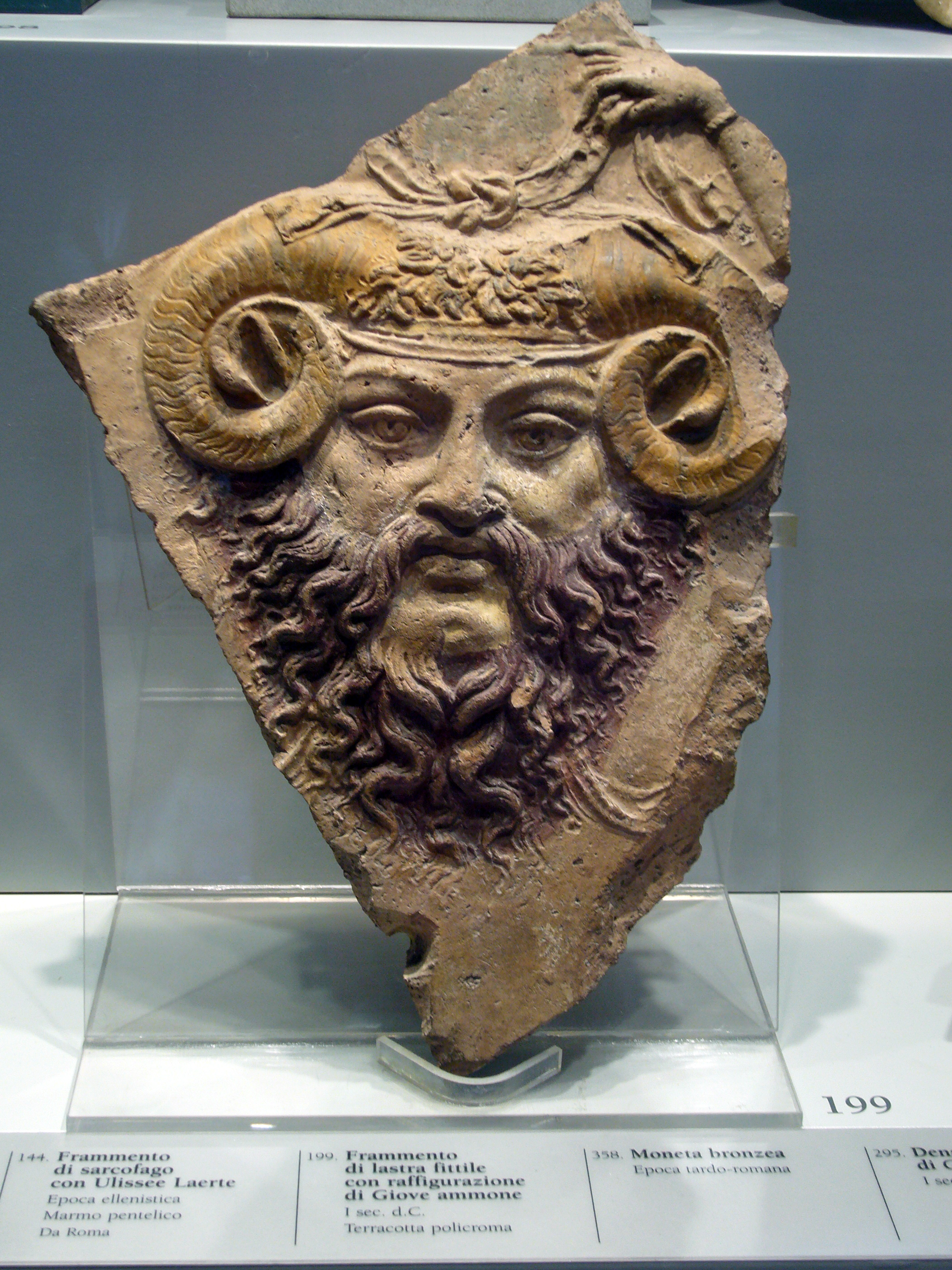
Fragment cu capul lui Jupiter Ammon, calitate foartă finp, influenţe elenistice, sec I
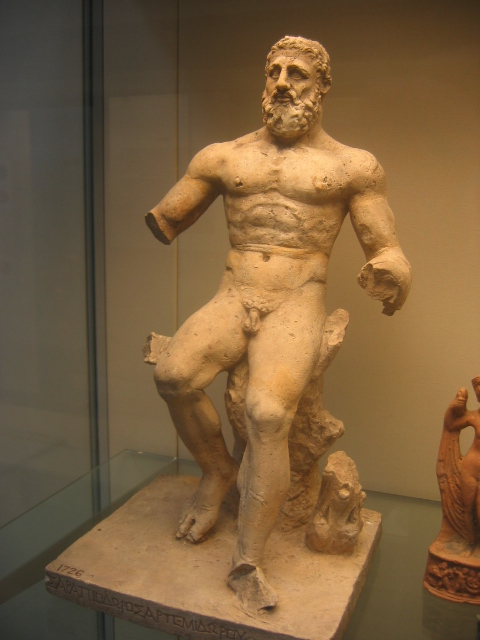
Hercules, sec. II - III.